# Jules Keita
Abdoulaye Jules Keita (* 20. Juli 1998 in Conakry) ist ein guineischer Fußballspieler.

## Karriere

### Verein
Keita begann seine fußballerische Karriere in Guinea beim FC Atouga. 2016 wechselte er zum SC Bastia in die Jugend. Nach einem Jahr Vereinslosigkeit wechselte er im Sommer 2018 zum FCO Dijon in die Ligue 1. Am 11. August 2018 (1. Spieltag) debütierte er bei einem 2:1-Sieg über den HSC Montpellier nach Einwechslung im Profibereich. Bei einem 4:0-Sieg gegen den OGC Nizza schoss er seine ersten beiden Tore und gab zudem eine Vorlage in nur 24 Minuten Einsatzzeit. Wettbewerbsübergreifend spielte er in der Saison 2018/19 21 Mal, wobei er dreimal traf.
Nach drei weiteren Einsätzen für Dijon, wechselte er in die Ligue 2 zum RC Lens. Sein Debüt für seinen neuen Klub gab er am 3. Dezember 2019 (17. Spieltag) nachdem er bei einem 3:0-Sieg über den FC Chambly eingewechselt wurde. Für Lens spielte er bis Saisonende jedoch insgesamt nur vier Ligaspiele, trug damit jedoch zum Aufstieg in die Ligue 1 bei.
Für die Spielzeit 2020/21 wurde er an den bulgarischen Erstligisten ZSKA Sofia verliehen. Am 16. August 2020 (2. Spieltag) debütierte er in der Parwa liga gegen Botew Plowdiw, als sein Team 2:1 gewann. Gegen Ludogorez Rasgrad schoss er bei einem 2:2-Unentschieden sein erstes Tor für den Verein. Bereits wenige Tage zuvor spielte er gegen BATE Baryssau das erste Mal international in der Qualifikation zur Europa League. In der nächsten Runde schoss er bei einem 3:1-Sieg über B36 Tórshavn sein erstes Tor auf internationaler Ebene. Während der Leihe spielte er unter anderem 14 Mal in der Liga, wobei er zweimal traf und noch dreimal in der Europa-League-Endrunde, zudem gewann er mit seinem Leihverein den bulgarischen Pokal.
Nach seiner Rückkehr zu Lens kam er zu keinem einzigen Einsatz mehr und sein Vertrag wurde aufgelöst.

### Nationalmannschaft
Keita kam im Jahr 2015 zu insgesamt sechs Einsätzen für das guineische U17-Team, mit denen er am U17-Afrika-Cup 2015 teilnahm und dort den dritten Platz, mit zwei Toren im Spiel um Platz drei Keitas, belegte. Im Oktober spielte sein Team auch bei der U17-Weltmeisterschaft, schied dort jedoch mit drei Einsätzen für ihn bereits nach der Gruppenphase aus.
Ende Mai 2017 nahm er mit der U20-Nationalmannschaft an der U20-WM teil, wo für sein Team auch Schluss nach der Gruppenphase war und er erneut in allen drei Spielen spielte.
Am 12. Oktober 2019 kam er in einem Freundschaftsspiel gegen die Komoren zu seinem Debüt in der A-Nationalmannschaft, als er bei der 0:1-Niederlage eine halbe Stunde vor Schluss ins Spiel kam. Bis heute ist dies jedoch sein einziger Einsatz im A-Nationalteam.

## Erfolge
RC Lens
- Aufstieg in die Ligue 1: 2020

ZSKA Sofia
- Bulgarischer Pokalsieger: 2021